# 小泉花恋
小泉 花恋（こいずみ かれん、9月29日 - ）は、日本の女性アイドル、女優。
上野のご当地アイドルとして、ソロ及び様々なアイドルグループで活動。東京都台東区出身。愛称は「れんれん」。

## 経歴
2014年に結成されたアメ横ご当地アイドル・bonbon angeのメンバーとしてアイドルデビュー。同年10月18日にお披露目、11月15日にデビューライブが行われた。
2015年8月23日、bonbon ange1期生が全員卒業となり、相沢あいプロデュースでソロとして活動を始める。メンバーカラーはパンダホワイト。

### 2017年
アップアップガールズ（2）オーディションの最終選考に残り、唯一の現役アイドル候補生となるが落選。3月11日には、主催ライブでYU-Mエンターテインメントの許可を得て、落選した候補生6人で「アップアップガールズ(落)」としてアップアップガールズ（仮）の「アッパーカット!」を披露した。
7月5日、ディスクユニオンのアイドル専門レーベル・doles Uより初の全国流通盤「くりぃ〜み〜らびゅ」をリリース。

### 2018年
3月22日、イヴにゃんローランがアイドル活動を休止するのに伴い、ソロ活動と並行して空野青空とのユニット「ザ・にゃんとかにゃるず」に新メンバーとして加入。同年11月21日には「ザ・にゃんとかにゃるず地球上でCDデビュー（れんれん主人公編）」をリリースした。

### 2019年
2月1日、ソロアイドルから卒業することを発表。4月30日のワンマンライブをもって卒業した。
7月27日、Twitterで劇団ドリームプリンセス「スリーアウト！-サヨナラ篇-」（新宿シアターモリエール、2019年9月14 - 28日）に出演することを発表。主演。

### 2020年
1月2日、綺星★フィオレナードの新メンバーとして加入することを発表。1月4日に開催された「綺星★フィオレナード3rdワンマンライブ-fiore d’amore-」（渋谷WOMB）でお披露目。メンバーカラーは白。
3月18・19日、綺星★フィオレナード加入後初のソロでのライブを大阪・名古屋で行う（3月16日には東京でも行う予定だったが中止となった）。

### 2021年
2月20日、アルテミスの翼のメデューサ・カコと期間限定で交換トレードが行われ、同日12時をもって綺星★フィオレナードとしての活動を停止。アルテミスの翼では「スーパーゼウス・カレン」名義でライブパフォーマンスやSNSでの展開を強化するためプレイング・プロデューサーとして活動（2021年10月24日まで）。
5月15日、自身がプロデュースしたアルテミスの翼新衣装お披露目。
7月4日、NATSUZOME出演。自身のプロデュースとしたは2着目となる新衣装を初披露。
10月2日、自身初の「TOKYO IDOL FESTIVAL」（TIF）出演。
10月末、フェニックスリサ生誕祭後、SNSの更新がなくなり数日後アルテミスの翼脱退を発表。他メンバーはSNS等で本件について発言するメンバーはおらず脱退理由等は不明。
12月25日、渋谷SPACE ODDにて開催された「復活祭」よりソロアイドル活動を再開。新曲「Restart Love」を初披露。

### 2022年
2月6日、新宿WALLYにてワンマンライブ「Restart Love～れんれんなりのワンマンライブ」を開催。新曲「シークレットテレパシー」を初披露。
2月7日、新曲「Restart Love」をデジタル配信リリース
3月14日、新曲「シークレットテレパシー」をデジタル配信リリース
3月26日、上月せれなとのユニット「SEiReeN」の活動開始
4月16日、ソロ再開後初の主催ライブ「コイズミ春のパンダ祭り」開催
6月2日～5日、舞台「かえってきたQUEEN DOM」に桜井和紗役として出演
6月25日、ソロ活動再開半年記念ワンマンライブ「Colorful party」開催。新曲2曲を初披露。
6月28日、SEiReeNとしてのデビューシングル「Poppin'Fantasy」リリース
8月7日、TOKYO IDOL FESTIVAL 2022でGuilDrops+お披露目
9月7日～11日、舞台「黄昏の光」にヒロイン清水優奈役として出演
10月2日、渋谷クラブキャメロットにて生誕祭開催。新曲「未来永劫クロニクル」「monochromelove」初披露
11月1日、GuilDrops＋デビューシングル「虹色☆わんだー」リリース。リリースイベント最終日に本リリースをもって活動終了と発表される。
12月25日、ソロ活動再開1周年ライブ「Realize」開催。新曲「Realize」「メリーメリーパンダクリスマス」初披露

### 2023年
1月14日～15日、2020年以来となる台湾遠征
3月1日～5日、舞台「15少女漂流記」にて青木さくら役として主演を務める
3月30日～4月2日、舞台「かえってきたWteen」に中井未玖役として出演
4月9日、主催ライブ「コイズミ春のパンダ祭り」開催
4月12日～16日、舞台「猫と犬と約束の燈」に淀川葉菜役として出演
5月31日～6月4日、舞台「宇宙家族ヤマダさん」に厨っ厨っannA役として出演
6月17日、鈴木みなよとのコンビでbonbon ange再結成（小泉花恋と母親による共同プロデュース体制）。上野公園での台湾フェスにてお披露目
6月25日、渋谷クラブキャメロットにて再始動1.5周年ワンマンライブ「LOVE FANFARE」を開催。新曲「Love me fanfare」初披露
8月20日、bonbon ange新メンバープレデビューライブ（上野恩賜公園水上音楽堂）
9月24日、神村風子、美渡夏妃、飯田愛梨との4人で「花ノぷりんせす」を結成
9月30日、生誕主催ライブ「RENREN PARTY」を上野音横丁にて開催。bonbon angeのデビューライブも行われた。
10月11日～15日、舞台「ぶっ続けリバース」にアイドル星宮エメラルド役として出演。

### 2024年
10月27日、「花ノぷりんせす」を卒業。
10月29日、bonbon angeもメンバー卒業が相次ぎ現体制終了となった。（小泉花恋及びbonbon ange公式は卒業という表現を使っておらず卒業か脱退かは不明。）
11月より後継グループ「ANGEL CANDY」結成、エンジェルピンク担当として加入。各種SNSアカウントは同じアカウントが引き継がれたがbonbon angeについての投稿等は全て削除され、メンバー間の相互フォローも解除されている。後継グループだが初期bonbon angeから引き継いだアメ横メルシー、rainy magicについてはANGEL CANDYでは歌唱されていない。

## 人物・エピソード
ソロ時代、自己紹介でのキャッチフレーズは「上野育ちの上野っ子 パンダとアイドルが大好きな『れんれん』こと小泉花恋です」であった。チャームポイントは、黒髪と白い肌。
2017、2020、2022、2023年には台湾、2018年には沖縄、その他、北海道、名古屋、大阪、富山等でライブを行うなど、上野を広める活動は、日本全国のみならず世界に及ぶ。
上野育ち
幼少期から現在に至るまで、上野で暮らし、誰にも負けないくらいの上野愛を持つ。
高校まで台東区内の学校に通い、大学で初めて台東区外の学校に通ったとのこと。家庭科の教員免許を持つ。『バカリズムの30分ワンカット紀行』（BSテレ東）台東区「東上野」編にも出演した。
パンダ
子どもの時に祖父にもらったパンダのぬいぐるみをきっかけにパンダが大好きになり、上野動物園の年間パスポートを所持する。2016年には日展会館で行われた「パンダもアート 大熊猫文化展 in東京」で元PANDA 1/2の藤岡みなみとともにオープニングイベントに出演したほか、「上野動物園のパンダの見分け方講座」も行った。この他、『パンダといっしょ』（洋泉社MOOK）にインタビューが掲載されたり、『沼にハマってきいてみた』（NHK Eテレ）にパンダ好きアイドルとして出演した。
2016年には、国連開発計画（UNDP）の、ジャイアントパンダをはじめ絶滅危惧種を保護する理念と“持続可能な17の発展目標（MDGs）”のPRのための「UNDPパンダ大使」の世界募集で最終選考に残り、2017年には、中国国営放送のテレビ局CCTV主催のパンダの飼育員世界オーディションにて最終100名に残るなど、国際的なパンダファンとしての顔を持つ。
2018年には上野を循環する「パンダバス」のバスガイドを行う。
2022年より御徒町パンダ広場のイベントにソロアイドルとして再びステージに戻る。
2023年よりbonbonangeを復活させ、グループで上野公園噴水広場や水上音楽堂のステージに立つ。2024年10月に現体制終了、
アイドル好き
インターネット放送局WALLOPにて「アイドル好きアイドル」にレギュラー出演していた。
好きなアイドルは鈴木愛理（元℃-ute）。「愛のコトワリ」は鈴木（「コトワリ」=「理」で「愛理」）に対する愛について歌っている。

## 出演

### テレビ
- 「IDOL♡アカデミー(K・U・T )ノ爆」（Kawaiian TV、2017年3月7日）
- 「沼にハマってきいてみた」（NHK Eテレ、2019年2月20日）
- 「バカリズムの30分ワンカット紀行」台東区「東上野」編（（BSテレ東、2019年7月6日（5日深夜））
- NHK「おはよう日本」
- テレビ東京「出没!アド街ック天国」
- 日本テレビ「ザ・スカウト」「ズームインサタデー」
- J:COM「デイリーニュース」「イキマチDON!DON!」「たいとうまち歩き」
- 台東ケーブルテレビ「下町七夕まつり」リポーター
- 伊那ケーブルテレビ「GOTOリポート」リポーター

### 新聞
- 朝⽇新聞、日本経済新聞、東京スポーツ、産経スポーツ

### 雑誌
- 『ヤングアニマル』プレゼントページグラビア
- 『上野・御徒町Walker』
- 『IDOL FILE』
- 『パンダといっしょ』洋泉社
- 『Cream』2020年4月号・2022年6月号
- 『Arms magazine』2021年11月号
- 『MARQUEE』

### ラジオ
- 文化放送「くにまるジャパン 極」
- 下北FM「OTAGROUPのDDでいいじゃない」
- ぷちFM897 すみだリヴァー  Mintの「なんとかなるよ」
- WALLOP放送局 高松雪乃の「はちゅめまして!!」
- ラジオNIKKEI「アイドルジェネレーション」
- inter FM897「rock field 897」

### 受賞歴
- コカコーラ社ホットジョージア応援QUEENグランプリ受賞
- 制服コンテストグランプリ受賞

### 広告
- CHEERZ巨大ポスターモデル
- 渋谷MODI壁面サイネージCHEERZモデル
- 地下鉄壁面サイネージモデル
- アークミール社Youtube公式チャンネル

### モデル
- 東京江戸ウィークきものモデル
- うえの桜フェスタ振袖ショー

### フリーペーパー
- 『iSP × CHEERZ SPECIAL　(Mar.2017)』『MOESTA通信』『POPUNITED』
- フリーカルチャースナップZINE『現実的渋谷』（2022年4月号）

### トークショー
- パンダもアート 大熊猫文化展 上野動物園のパンダの見分け方講座
- @JAM×ナタリー EXPO 2016
- アイドル塾〜in WASEDA〜
- しぶやアイドル会議

### ネット番組
- 「アイドル好きアイドル」（WALLOP、2016年3月29日 - 2019年1月29日（第5火曜日））
- 「岩崎夢生と乙女の笑い新党」（WALLOP、2017年4月11日 - 2018年12月11日（第2火曜日））
- 「WALLOP開局祭 〜平成最後のわろ騒ぎ 〜令和になる前に〜「小泉花恋、最初にして最後のワロップ特番」」（WALLOP、2019年4月6日）
- 「南波一海のアイドル三十六房」（タワレコTV、2016年7月7日、11月2日、2017年3月2日、7月6日、2018年4月5日、2019年3月7日、2022年6月2日、2023年10月5日）

### 舞台
- 劇団SPACE☆TRIP 第10回公演「ホンキー!トンキー!クライング!～部屋に幽霊とロックで大迷惑～」（千本桜ホール、2016年4月29日 - 5月1日）
- 劇団ドリームプリンセス「ぴんすぽ！」諸橋みどり役（六行会ホール、2017年6月8 - 11日）
- 「舞台版まいっちんぐマチコ先生〜臨海学校で人魚伝説!そんなことってアリエル?の巻〜」（築地本願寺 ブディストホール、2017年8月17 - 20日）
- Team MediaFactory「鬼哭」（築地本願寺 ブディストホール、2018年6月20 - 24日）
- 劇団ドリームプリンセス「スリーアウト！-サヨナラ篇-」主演：心春役（新宿シアターモリエール、2019年9月14 - 28日）
- RAVE塾「かえってきたQUEEN DOM」桜井和紗役（渋谷CBGKシブゲキ！、2022年6月2－5日）
- パフォーマンスプラスピエロ「黄昏の光」ヒロイン：清水優奈役（中目黒キンケロシアター、2022年9月7-11日）
- 「十五少女漂流記」
- 「かえってきたWteen」
- 「猫と犬と約束の燈」
- 『宇宙家族ヤマダさん～Super saiyAの逆襲～』（2023年5月31日 - 6月4日、こくみん共済 coop ホール/スペース・ゼロ） - 厨っ厨っannA（チュッチュッアンナ）役[22]
- 朗読劇「メタ娘~みんなの初詣を取り戻せ♪ お正月ドロボウ編~」[23]（1月26日 - 1月28日、荻窪・オメガ東京）灰原みゆき 役
- プロダクションピエロ「三国ワルキューレ」（2024年8月14日 - 18日、中落合・シアター風姿花伝）マイヤ役[24]
- 橋の下のショコラティエ（2024年9月19日 - 23日、シアターグリーン BIG TREE THEATER）[25]